# Ferus Olin
Ferus Olin es un personaje perteneciente al Universo expandido de Star Wars que aparece en las series de libros juveniles de Jude Watson Jedi Quest y The Last of the Jedi.

## Jedi Quest
Fue el padawan de Siri Tachi, pero renunció a la Orden y a su entrenamiento como Jedi ya que sospechaba que Anakin Skywalker había ocultado deliberadamente información relevante sobre el sable láser de su amigo Tru Veld, sabiendo que éste podría fallar en combate. Como consecuencia de esto una padawan llamada Darra Thel-Tanis murió. Ferus se sintió responsable de lo ocurrido ya que él mismo había reparado el sable de su amigo Tru y lo había mantenido en secreto, lo cual constituía una violación de las reglas entre maestro y padawan.
Ferus era conocido por su rivalidad con Anakin y fue el primero en advertir a Obi-Wan Kenobi sobre él. Sintió que las grandes cualidades de Anakin escondían un gran descontento e inseguridad. Él también tenía impresionantes poderes y dominio en la Fuerza, lo cual ponía celoso a Anakin a menudo, especialmente cuando era ensalzado por Obi-Wan u otros maestros de la Orden Jedi.

## The Last of the Jedi
Tras dejar la Orden Ferus se asoció con su amigo Roan Lands y emprendieron diversos negocios. Ambos llegaron a ser oficiales en el ejército de la República Galáctica durante las Guerras Clon. Obi-Wan lo encontró tras los acontecimientos descritos en La venganza de los Sith y le ayudó a rescatar a Roan, que había sido hecho prisionero por las fuerzas imperiales por la oposición de ambos al gobierno.
Ferus decidió entonces buscar supervivientes a la Purga Jedi realizada por Darth Vader tras escapar de Boba Fett con Obi-Wan y un joven chico llamado Trever. Una vez encontró un asteroide móvil que utilizar como base encontró a un viejo amigo de Obi-Wan llamado Garen Muln en las cuevas de Illum; del viejo Jedi recibió otro sable de luz. Entonces se separó de Kenobi, que le dijo que era un auténtico Jedi.
Después fue a buscar a la Jedi Fay-Tor quien se creía estaba prisionera en Coruscant. La encontró, se había cambiado el nombre por el de Solace. Solace, Ferus y Trever volvieron al Templo Jedi para recuperar los sables láser que había allí, pero era una trampa, y Ferus fue capturado.
Escapó de la prisión gracias a otro preso y se reunió en el espacio con Solace y Trever para viajar a Naboo. Allí acabó con el Inquisidor Malorum, que perseguía a su grupo y secretos de Kenobi y los Jedi. Entonces recibió un mensaje del Emperador que le instaba a visitarlo a cambio de cesar la presión sobre su grupo.

## Sexualidad
Jude Watson, creadora del personaje, escribió a Ferus como un hombre gay. Pese a que esto no pudo ser mostrado de forma explícita en las novelas, ella misma lo confirmó a través de redes sociales. Así mismo confirmó que, en su mente, Olin se encontraba casado con el joven Roan Lands.